# Steve Lyon
Steve Lyon (Toronto, Ontario, 1952. november 3. –) kanadai profi jégkorongozó.

## Pályafutása
Komolyabb junior karrierjét az Ontario Hockey League-es Peterborough Petesben kezdte 1971–1972-ben. AZ 1972-es NHL-amatőr drafton a Minnesota North Stars választotta ki tizedik kör 145. helyén. A North Starsban sosem játszott. Felnőtt pályafutását az IHL-es Saginaw Gearsben kezdte 1972-ben. 1973–1975 között a szintén IHL-es Columbus Owlsban játszott majd az 1975-ös szezon rájátszását az AHL-es Rochester Americansban töltötte. 1975–1977 között ismét a Columbus Owlsban szerepelt. Még ebben a szezonban az National Hockey League-es Pittsburgh Penguins felhívta három mérkőzésre. 1977–1978-ban még három mérkőzést játszott az IHL-es Grand Rapids Owlsban. 1977–1983 között az OHA-Sr-ben játszott. 1983-ban vonult vissza.

## Díjai
- OHL bajnok: 1972
- IHL Első All-Star Csapat: 1974, 1975